# 青春ロマンスシート 青草に坐す
『青春ロマンスシート 青草に坐す』（せいしゅんロマンスシート あおくさにざす）は、1954年に公開された野村芳太郎監督の日本映画。

## 概要
「キング」誌上で連載された白川渥の小説『青草に坐す』を原作とした美空ひばり主演の青春映画で、松竹（松竹大船撮影所）で製作された。『陽は沈まず』の沢村勉が脚色、監督は『伊豆の踊り子』の野村芳太郎である。
また主演の美空ひばり以外にも、『陽は沈まず』の笠智衆、田浦正巳、諸角啓二郎、『真実一路』の桂木洋子、『愛染かつら』の三宅邦子などが出演している。

## あらすじ
船乗りの新庄啓作（笠智衆）とその妻文子（三宅邦子）は、2人の子供、女子高校生の翠（美空ひばり）と中学生男子の誠（水原常春）、それに居候で結婚に失敗し離婚出戻りしていた啓作の妹節子（桂木洋子）と同居していた。そして翠は、同級生でボーイフレンドの戸川雄一（北龍二）と清純な恋を育んでいた。
あるときテニスの試合があり、翠の通う高校の英語教師、羽田信平（大木実）の付き添いで2人は大阪に出かけた。そこで神戸に寄り道した翠と雄一は、翠の父親啓作が神戸に、浮気相手・小泉千代（水島光代）と会うために来ていることを知った。
翠はその後、誤解により雄一と共に神戸の警察に保護されたが、保護される原因となった啓作の浮気の秘密を誰にも話さなかった。自分の非を悟った啓作は浮気相手と別れて帰宅し、妻文子も優しく啓作を迎えた。
叔母の節子と羽田がどうやら結ばれることになりそうな気配があり、翠の周囲を取り巻く大人たちそれぞれの恋も実りを迎えそうで、そして翠と雄一のプラトニックな恋にも再び春が訪れたようだった。

## スタッフ
- 監督 - 野村芳太郎[2]
- 脚色[2] - 沢村勉[2]
- 製作 - 山口松三郎[2]
- 企画 - 福島通人[2]
- 原作 - 白川渥[2] 小説『青草に坐す』
- 撮影 - 厚田雄春[2]
- 音楽 - 黛敏郎[2]
- 美術 - 梅田千代夫[2]
- 録音 - 妹尾芳三郎[2]
- 照明 - 高下逸男[2]
- 編集 - 杉原よし

## キャスト
- 笠智衆 - 新庄啓作[2]
- 三宅邦子 - 妻文子[2]
- 桂木洋子 - 妹節子[2]
- 美空ひばり - 娘翠[2]
- 水原常春 - 息子誠[2]
- 北龍二 - 戸川貞良[2]
- 森川まさみ - 妻加奈子[2]
- 田浦正巳 - 息子雄一[2]
- 大木実 - 羽田信平[2]
- 草間百合子 - 醍醐シズ[2]
- 北原三枝 - 芳賀弘子[2]
- 野辺かほる - 母かね[2]
- 永井達郎 - 土屋光雄[2]
- 水島光代 - 小泉千代[2]
- 三井弘次 - 神戸の巡査[2]
- 諸角啓二郎 - その同僚[2]
- 高友子 - 高校生[2]